# Ву Бить Хыонг
Ву Бить Хыонг (вьет. Vũ Bích Hương, 30 ноября 1969) — вьетнамская легкоатлетка, выступавшая в барьерном беге. Участница летних Олимпийских игр 1996 и 2000 годов, серебряный призёр Игр Юго-Восточной Азии 2003 года, бронзовый призёр Игр Юго-Восточной Азии 2001 года.

## Биография
Ву Бить Хыонг родилась 30 ноября 1969 года.
В 1996 году вошла в состав сборной Вьетнама на летних Олимпийских играх в Атланте. Выступала в беге на 100 метров с барьерами. В 1/8 финала заняла 7-е место среди 8 участниц забега, показав результат 13,85 секунды и уступив 8 десятых попавшей в полуфинал с 6-го места Сесиль Синелю из Франции.
В 1998 году заняла 7-е место на летних Азиатских играх в Бангкоке (13,72).
В 1999 году участвовала в чемпионате мира по лёгкой атлетике в Севилье, где заняла 34-е место (13,36).
В 2000 году вошла в состав сборной Вьетнама на летних Олимпийских играх в Сиднее. Выступала в беге на 100 метров с барьерами. В 1/8 финала заняла 6-е место среди 8 участниц забега, показав результат 13,61 секунды и уступив 0,45 секунды попавшей в полуфинал с 4-го места Трише Робертс из Таиланда.
В том же году заняла 4-е место на чемпионате Азии в Джакарте (13,61). Ву Бить Хыонг уступила одну десятую бронзовому призёру Анурадхе Бисвал из Индии.
Дважды завоёвывала медали Игр Юго-Восточной Азии: бронзу в 2001 году в Куала-Лумпуре (13,47) и серебро в 2003 году в Ханое (13,64).

## Личный рекорд
- Бег на 100 метров с барьерами — 13,1 (1999)[4]